# カルロ・マッツォーネ

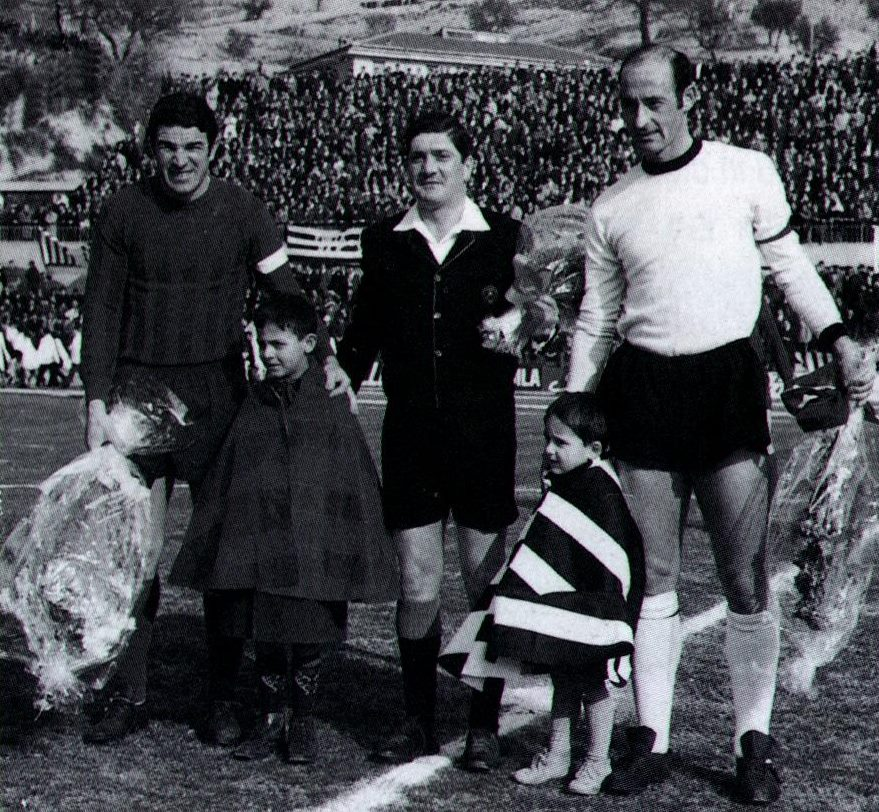
カルロ・マッツォーネ

カルロ・マッツォーネ（Carlo Mazzone, 1937年3月19日 - 2023年8月19日）は、イタリア・ローマ出身のサッカー監督。2019年にイタリアのサッカー殿堂入りを果たした。

## 来歴
現役時代はディフェンダーとしてSPAL、ASローマ活躍、1969年に引退。一方で現役時から指導者への道を歩み、キャリアのラストを飾ったアスコリで監督デビュー。1971-72シーズンにチームをセリエCからBに昇格させ、1973-74シーズンにはクラブ創設以来初のセリエAへと導いた。監督としては主に、ASローマ、フィオレンティーナ、SSCナポリ、ボローニャ、ブレシアなどを指揮、セリエA通算792試合で指揮した。カリアリを指揮した、1992-93シーズン、チームをリーグ6位に導き、UEFAカップ出場権の獲得に成功した。1993-94シーズンのUEFAカップでは、準決勝までチームを導いた。
残留と昇格のスペシャリストとされ、特にマイナークラブの指導にかけて実績がある。ローマ時代では、フランチェスコ・トッティを、ブレシア時代にはロベルト・バッジョとアンドレア・ピルロを、ペルージャでは中田英寿を指導した。インテルでは活躍出来ず、他チームと交渉中だったロベルト・バッジョをブレシアに勧誘、ブレシア会長にも獲得を進言して獲得した。また、同じくインテルでは活躍出来ず、ブレシアに戻ったピルロを、トップ下から中盤の底のポジションにコンバートさせ、ピルロのレジスタとしての才能を開花させた。
2023年8月19日、アスコリ・ピチェーノで死去した。

## その他
カリアリで指導したマッシミリアーノ・カッピオーリ、ローマで指導したファビオ・ペトルッツィを重宝し、その後、新たに監督を務めることになったチームで、カッピオーリは3度、ペトルッツィは2度獲得した。

## 所属クラブ
- 1955-1958  ASローマ 78 (2)
- 1958-1960  スパル1907 66 (5)
- 1960-1969  アスコリ・カルチョ 221 (11)

## 監督経歴
- 1968-1975　 アスコリ
- 1975-1978　 フィオレンティーナ
- 1978-1980　 カタンザーロ
- 1980-1985　 アスコリ
- 1985-1986　 ボローニャ
- 1987-1990　 レッチェ
- 1990-1991　 ペスカーラ
- 1991-1993　 カリアリ
- 1993-1996　 ローマ
- 1996-1997　 カリアリ
- 1997-1998　 ナポリ
- 1998-1999　 ボローニャ
- 1999-2000　 ペルージャ
- 2000-2003　 ブレシア
- 2003-2005　 ボローニャ
- 2006　 リヴォルノ